# Sciuroleskea xanthophylla
Sciuroleskea xanthophylla là một loài Rêu trong họ Stereophyllaceae. Loài này được (Hampe & Lorentz) Broth. miêu tả khoa học đầu tiên năm 1925.